# طوای سیاه
طوای سیاه، روستایی از توابع بخش مرکزی شهرستان قیر و کارزین در استان فارس ایران است.

## جمعیت
این روستا در دهستان هنگام قرار دارد و براساس سرشماری مرکز آمار ایران در سال ۱۳۸۵، جمعیت آن زیر سه خانوار بوده‌است.